# La Mort d'un Juste
La Mort d'un Juste est un roman de Jacques Chessex, publié chez Grasset en 1996.

## Résumé
M. Boucher, théologien à la retraite, à sa demande, bénéficie d'un hébergement à "La Résidence des Salines", belle bâtisse de maîtres du sel du XVIIIe siècle avec parc sur les rives du Rhône, institution financée par le mécénat culturel et l'État, pour accueillir poètes âgés, hommes et femmes, et divers artistes.
À la soixantaine, il a fini par tenter de se dépouiller de tout.
Il est rattrapé par un poème, anonyme, caché, La Sainte Cène,  « achevé d'imprimer le 15 août 1972, l'Assomption de la Vierge », publié sous pseudonyme. Ce texte, écrit dans le désir d'une étudiante, suscite des troubles chez ceux et celles qui le lisent, et serait responsable de la mort d'Anne Bon, qui se serait jetée à mobylette contre la voiture de l'auteur, deux ans plus tôt.
Une femme, Elena de Berg, dont Anne Bon était la secrétaire, menace Boucher de procès, de scandale, et le poursuit en ville et dans cette résidence, avec ses Érinyes.
Boucher se souvient de Rachel et Leilah, croit parfois les revoir, elles ou leurs semblables, ou leurs fantômes. Il est amené à rencontrer Éva Courbet (Ève, Evita), avec laquelle un scénario similaire s'ébauche. Puis, il quitte le Léman, sans véritable espoir de retrouver les miracles d'autrefois, pour Sils Maria, puis Lisbonne (Isaura Figueira, ou son propre double, le poète Fernando Caetano, auteur du suprême Le nouveau Banquet), Baden-Baden. 
Cinq ans plus tard, il est à nouveau admis à La Résidence des Salines....
Mais les véritables éblouissements ne vont plus qu'aux Argus bleus de Nabokov...

## Personnages
- André Boucher, la soixantaine, théologien et professeur de théologie (à la retraite), et poète
- Elena de Berg, propriétaire-directrice du cinéma d'essai "Le Studio"
- R., Rachel (Bensoussan), la Juive, et sa cousine Sarah
- L., Leilah (Dib), l'Arabe
- Anne Bon, 34 ans, secrétaire d'Elena, morte dans un accident, puis ses parents (M. Maxime Bon)
- Courbet, directeur de la Bibliothèque de montreux
- Eva Courbet (Eve, Evita), 26 ans, fille et assistante de son père, amie d'Anne
- Sophie Brums, Jessica, Sonia, et autres amoureuses
- Aïcha Hocine, sosie d'une des amoureuses
- le docteur Antoine Kramer, la quarantaine, brun, très fin, admirateur des ouvrages d'André Boucher
- Baptiste Calmet, pseudonyme, auteur déclaré du poème La Sainte Cène
- M. Plaster, réceptionniste à La Résidence
- M. Goedlin, directeur du Musée de Géologie ayant reçu une collection de papillons de Nabokov